# Doloróza
A Doloróza latin eredetű női név, Szűz Mária Mater Dolorosa megnevezéséből származik. Ennek jelentése fájdalmas anya, szabad fordításban Hétfájdalmú Szűz.

## Rokon nevek
- Dolóresz:[1] spanyol alakváltozat.[2]
- Lola:[1] a Dolóresz és a Karola spanyol becenevéből önállósult.[3]
- Lolita:[1] a Lola továbbképzése.[3]

## Gyakorisága
Az 1990-es években a Doloróza, Lola és Lolita szórványos, a Dolóresz igen ritka név volt, a 2000-es években nem szerepelnek a 100 leggyakoribb női név között.
Spanyolországban a Dolóresz név igen népszerű.

## Névnapok
Doloróza, Dolóresz:
- június 18.[2]
- szeptember 15.[2]

Lola, Lolita:
- szeptember 15.[3]

## Híres Dolorózák, Dolóreszek, Lolák és Loliták
- Kosáryné Réz Lola író, műfordító
- Lola, magyar énekesnő
- Lola Pagnani olasz modell, táncosnő, színésznő, énekesnő
- Lolita, több film címszereplője Vladimir Nabokov azonos című regénye alapján (regény- és filmszerep)
- Moi… Lolita, Alizée dala